# Muscicapa gambagae
A Muscicapa gambagae a madarak (Aves) osztályának verébalakúak (Passeriformes) rendjébe, ezen belül a légykapófélék (Muscicapidae) családjába tartozó faj.

## Rendszerezése
A fajt Boyd Alexander angol ornitológus írta le 1901-ben, az Alseonax nembe Alseonax gambagæ néven.

## Előfordulása
Afrika középső részén és a Közel-Keleten, Burkina Faso, Elefántcsontpart, Dél-Szudán, Dzsibuti, Etiópia, Ghána, Guinea, Jemen, Kamerun, a Kongói Demokratikus Köztársaság, a Közép-afrikai Köztársaság, Kenya, Libéria, Mali, Nigéria, Szaúd-Arábia, Szomália, Szudán, Togo és Uganda  területén honos. 
Természetes élőhelyei a trópusi és szubtrópusi lombhullató erdők, szavannák és cserjések. Állandó, nem vonuló faj.

## Megjelenése
Testhossza 12–13 centiméter, testtömege 12–14 gramm.

## Életmódja
Rovarokkal táplálkozik.

## Természetvédelmi helyzete
Az elterjedési területe nagyon nagy, egyedszáma pedig stabil. A Természetvédelmi Világszövetség Vörös listáján nem fenyegetett fajként szerepel.